# Преони
Преони — гіпотетичні елементарні частинки, з яких можуть складатися кварки і лептони. Попри те, що на сьогоднішній момент немає поки ніяких експериментальних вказівок на неточковість кварків і лептонів, ряд міркувань (наявність трьох поколінь ферміонів, наявність трьох  кольорів кварків, симетрія між кварками і лептонами) вказує на те, що вони можуть бути складовими частками.
Назва преон походить від передкварків (пре-кварків) — гіпотетичних сутностей, що належать до структурного рівня матерії, безпосередньо передуючого кваркам. Як альтернативні назви для передбачуваних найпростіших частинок (або взагалі часток, відповідних нижчим щодо кварків структурним рівням), використовували субкварки, маон, альфони, кінкі, рішон, твідл, гелони, гаплони і Y-частинки. Преон є найбільш часто вживаною назвою. Спочатку цей термін використовували для позначення частинок, що формують структури двох сімейств фундаментальних ферміонів (лептонів і кварків зі спіном 1/2). Зараз преонні моделі використовують також і для відтворення бозонів з цілочисельним спіном.
Назву «преон» вперше використали Джогеш Паті (Jogesh Pati) та Абдус Салам (Abdus Salam) 1974 року. Пік інтересу до преонних моделей припадав на 80-ті роки XX століття, після чого цей інтерес помітно спав, тому що багато з цих моделей суперечили експериментальним даним, отриманим на  прискорювачах. Крім того, після першої революції суперструн багато фізиків-теоретиків схилялися до того, що теорія струн є логічнішою і перспективнішою. Відповідно, основні їх зусилля зосередилися в цьому напрямку. Останніми роками оптимізм щодо теорії струн почав дещо вичерпуватися, що і відродило інтерес до преонних моделей, хоча розробки преонних моделей поки переважно обмежуються феноменологічними побудовами без розгляду динаміки преонів. Наприклад, в роботі Дж. Гансон і Ф. Сандіно
говориться про можливість існування преонних зір.